# Lourinhã
Lourinhã (lo(u)ɾi'ɲɐ̃) è un comune portoghese di 25 735 abitanti situato nel distretto di Lisbona.

## Società

### Evoluzione demografica
| Popolazione di Lourinhã (1801 – 2004) | Popolazione di Lourinhã (1801 – 2004) | Popolazione di Lourinhã (1801 – 2004) | Popolazione di Lourinhã (1801 – 2004) | Popolazione di Lourinhã (1801 – 2004) | Popolazione di Lourinhã (1801 – 2004) | Popolazione di Lourinhã (1801 – 2004) | Popolazione di Lourinhã (1801 – 2004) | Popolazione di Lourinhã (1801 – 2004) |
| ------------------------------------- | ------------------------------------- | ------------------------------------- | ------------------------------------- | ------------------------------------- | ------------------------------------- | ------------------------------------- | ------------------------------------- | ------------------------------------- |
| 1801                                  | 1849                                  | 1900                                  | 1930                                  | 1960                                  | 1981                                  | 1991                                  | 2001                                  | 2004                                  |
| 3366                                  | 6481                                  | 12154                                 | 17049                                 | 22927                                 | 21245                                 | 21596                                 | 23265                                 | 24601                                 |

## Freguesias
- Atalaia
- Lourinhã
- Marteleira
- Miragaia
- Moita dos Ferreiros
- Moledo
- Reguengo Grande
- Ribamar
- Santa Bárbara
- São Bartolomeu dos Galegos
- Vimeiro